# Hyalea
Hyalea és un gènere d'arnes de la família Crambidae. Va ser descrit per Achille Guenée el 1854.

## Taxonomia
- Hyalea africalis Hampson, 1912
- Hyalea boliviensis Dognin, 1905
- Hyalea dividalis Geyer in Hübner, 1832 (Brasil)
- Hyalea glaucopidalis Guenée, 1854
- Hyalea pallidalis Hampson, 1898 (Brasil/Perú)
- Hyalea succinalis Guenée, 1854 (Brasil)